# Rhynie, Australien
Rhynie är en ort i Australien. Den ligger i kommunen Clare and Gilbert Valleys och delstaten South Australia, omkring 87 kilometer norr om delstatshuvudstaden Adelaide. Antalet invånare är 365.
Runt Rhynie är det mycket glesbefolkat, med 3 invånare per kvadratkilometer.. Närmaste större samhälle är Riverton, nära Rhynie.
Trakten runt Rhynie består till största delen av jordbruksmark. Genomsnittlig årsnederbörd är 517 millimeter. Den regnigaste månaden är maj, med i genomsnitt 77 mm nederbörd, och den torraste är december, med 10 mm nederbörd.